# Poecilimon ornatus
Poecilimon ornatus är en insektsart som först beskrevs av Schmidt, F.J. 1850.  Poecilimon ornatus ingår i släktet Poecilimon och familjen vårtbitare. Inga underarter finns listade i Catalogue of Life.

## Bildgalleri

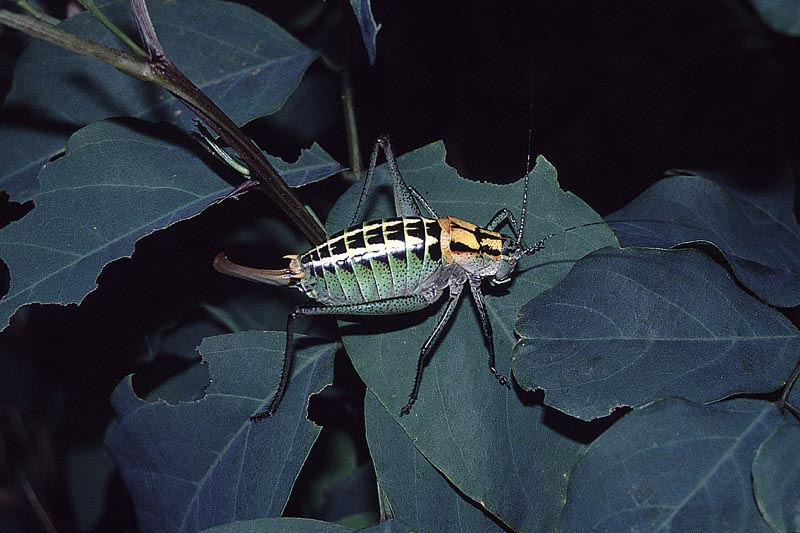
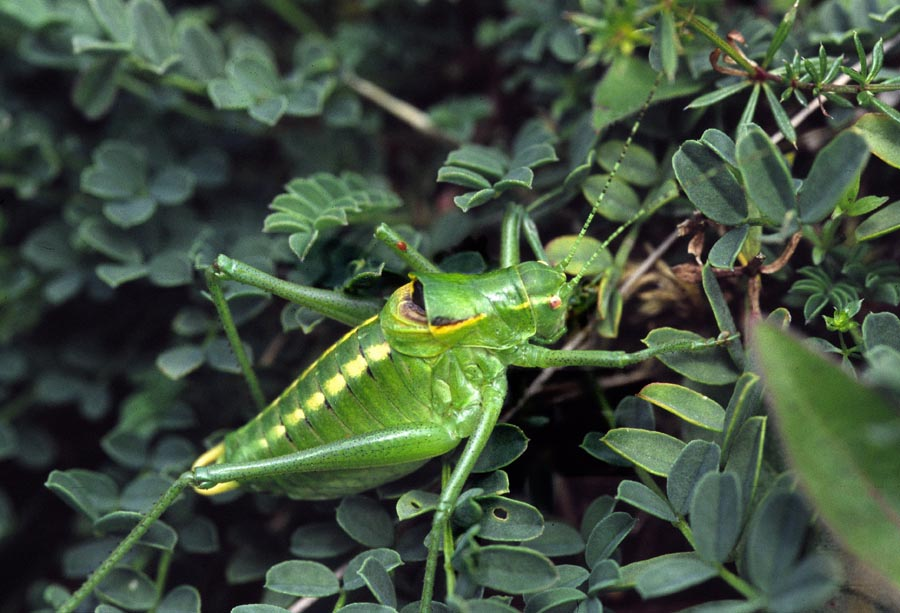